# MEVGAL
MEVGAL (греч. ΜΕΒΓΑΛ) — бренд греческой компании-производителя молочных продуктов, крупнейшего в Северной Греции и третьего по величине производителя свежих молочных продуктов в стране. Название Mevgal — аббревиатура от Македонское молочное предприятие. Штаб-квартира расположена в Куфалии, префектура Салоники.

## Общая характеристика
Македонское молочное предприятие основано в 1950 году в Македонии, где ежегодно производится 67 % свежего коровьего молока в Греции. Штат работников составляет около 1200 человек. Предприятие получает своё сырьё от 1600 отдельных ферм Македонии. В основном продукция поставляется на греческий рынок, но определённая её часть экспортируется в 23 страны по всему миру.
MEVGAL производит молочные продукты, в частности процеженный йогурт, ряд греческих сыров (гравьера, фета, касери, кефалогравьера, кефалотири и другие) и десертов на молочной основе — в целом около 170 отдельных продуктов. В 2003 году компания расширила ассортимент, начав производство фруктовых соков и фруктовых напитков.